# Голова Ведьмы
Голова Ведьмы (IC 2118) — отражательная туманность в созвездии Эридана. Она отражает свет Ригеля, или, что менее вероятно, звёзд Трапеции Ориона и имеет синий цвет, в ней происходит звездообразование. Туманность имеет необычную форму, благодаря которой и получила своё название.
Первооткрывателем туманности считается Максимилиан Вольф, наблюдавший её в 1891 году, однако Уильям Гершель, возможно, открыл её раньше ― в 1786 году.

## Характеристики

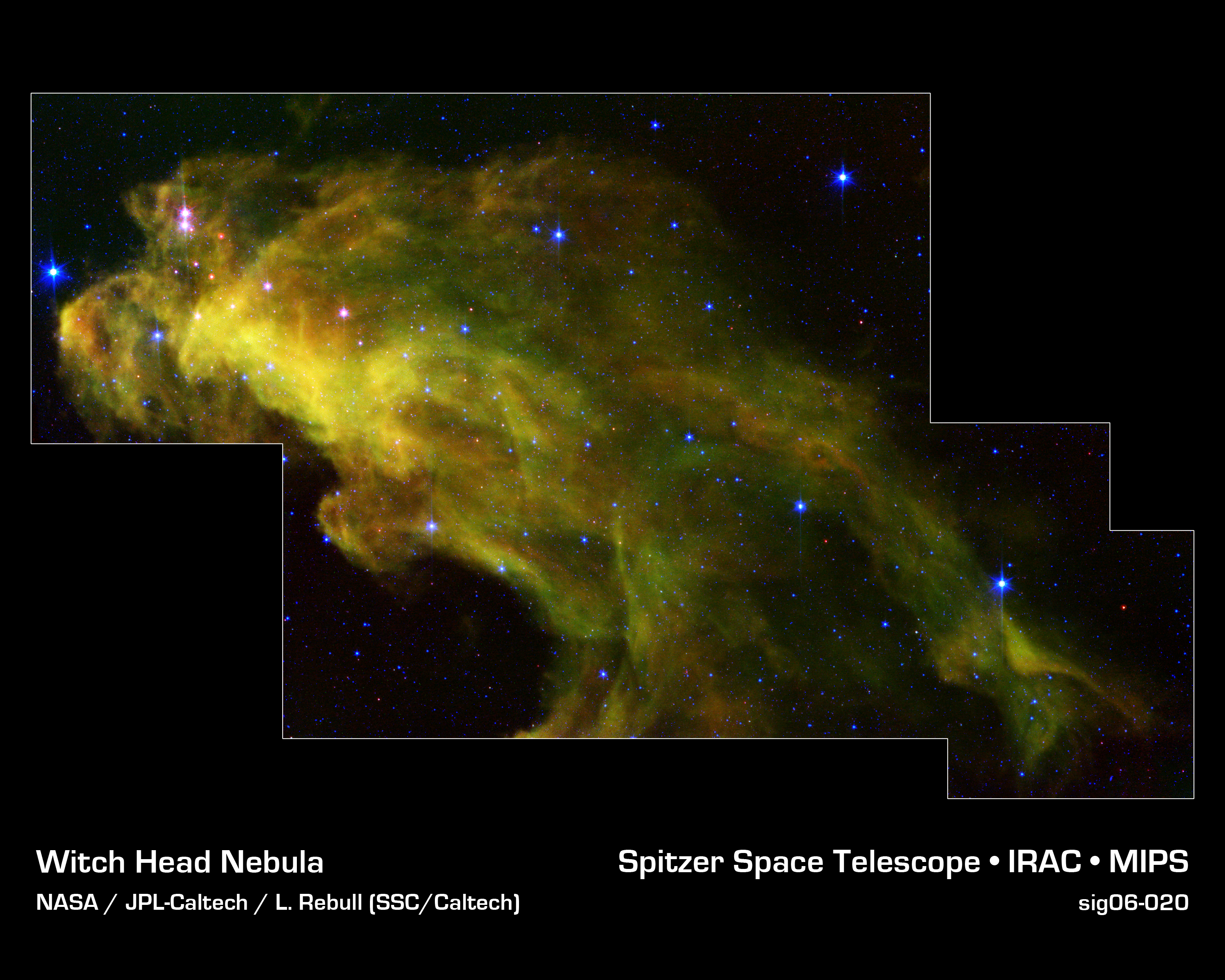
Изображение IC 2118 в инфракрасном диапазоне. Звёзды, формирующиеся в туманности, имеют на изображении розовый цвет.

Голова Ведьмы — отражательная туманность, наблюдаемая в созвездии Эридана, имеющая угловой размер около 5°. Расстояние до туманности известно довольно плохо, но его возможные значения ограничиваются тем, что рядом с ней должна быть яркая звезда, свет которой она отражает. Чаще всего считается, что такой звездой является Ригель, в таком случае расстояние до туманности равняется 680 световым годам, а её протяжённость составляет около 70 световых лет. Однако существует и другой возможный вариант, согласно которому туманность удалена на 1300 световых лет, а подсвечивают её яркие звёзды Трапеции Ориона.
В любом случае, туманность светит отражённым светом Ригеля или звёзд Трапеции Ориона и имеет синий цвет как из-за его преобладания в спектрах этих звёзд, так и из-за того, что пылинки в туманности рассеивают его лучше, чем красный.
Голова Ведьмы является областью звездообразования, которое, по всей видимости, было вызвано сверхпузырём Ориона — Эридана, либо, если туманность находится в 1300 световых годах — Трапецией Ориона. В туманности известно как минимум 15 протозвёзд, кроме них ещё две, возможно, также принадлежат Голове Ведьмы. Большая часть протозвёзд располагается в небольшом облаке размером порядка парсека: масса облака составляет 85 M⊙, около 5% этой массы составляют звёзды. Возраст протозвёзд составляет около 3 миллионов лет, к ним относятся, например, 2MASS J05020630-0850467 и IRAS 04591-0856, видимые в инфракрасном диапазоне. Первый объект уже обнаружен в видимом диапазоне: его видимая звёздная величина в полосе V составляет 14,6m.
Влияние этого сверхпузыря, а также звёздный ветер от Ригеля (либо влияние Трапеции Ориона, если IC 2118 далека от указанных двух объектов) придали туманности именно такую необычную форму. Из-за своей формы туманность и получила такое название.

## История открытия

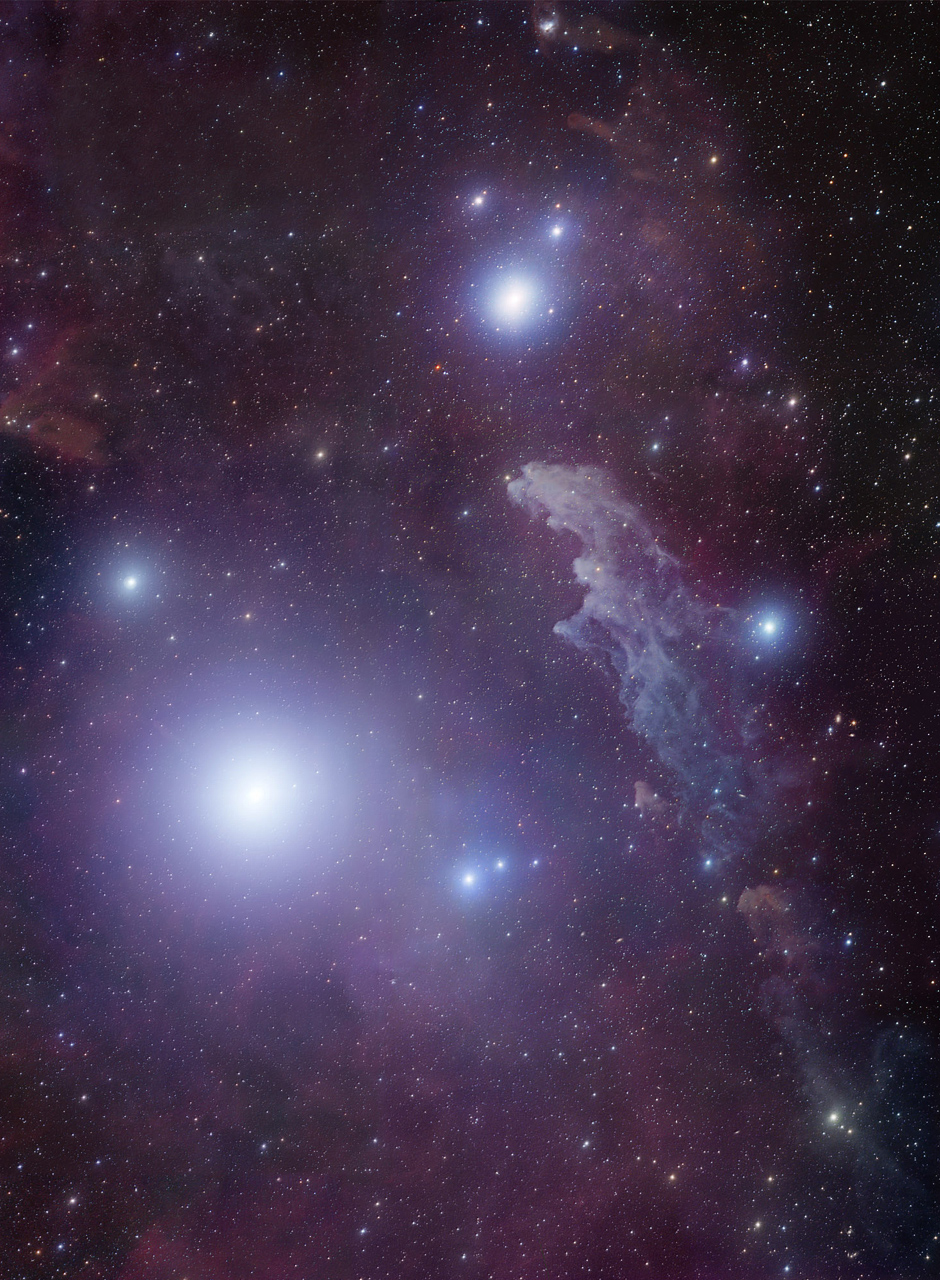
Голова Ведьмы и Ригель (ярчайшая звезда на изображении)

Первооткрывателем туманности обычно считается Максимилиан Вольф, который впервые наблюдал её в 1891 году — его открытие попало в Индекс-каталог как IC 2118. Тем не менее возможно, что её наблюдал ещё Уильям Гершель в 1786 году.
В записях Гершеля сообщается о наблюдении туманности, под описание которой подходит Голова Ведьмы. Однако координаты Головы Ведьмы, даже с учётом поправки на прецессию, на 22м по прямому восхождению отличаются от координат, указанных Гершелем. В той области неба не обнаруживается никакой туманности, и, возможно, Гершель наблюдал именно Голову Ведьмы, но ошибся при записи координат. Подобная ошибка может объясняться тем, что в оригинальной записи положение туманности указывалось относительно Ригеля — в действительности туманность находится в 11м к западу от этой звезды, а у Гершеля указано 11м к востоку, и, возможно, он перепутал восток и запад при записи.
С другой стороны, некоторые обстоятельства противоречат этой гипотезе. Так, Гершель наблюдал туманность через 11 минут после того, как Ригель покинул поле зрения его телескопа, а значит, наблюдаемый им объект находился к востоку, а не к западу от звезды. В любом случае, его открытие попало в Новый общий каталог как NGC 1909, а открытый им объект долгое время считался несуществующим. По этой причине Голова Ведьмы, как правило, обозначается IC 2118, хотя обычно обозначение по Новому общему каталогу более предпочтительно.

## Наблюдения
Туманность «Голова Ведьмы» располагается в 2,5 градусах к северо-западу от Ригеля. При благоприятных условиях видна в телескопы с апертурой от 250 мм, а в очень тёмные ночи — от 150 мм.